# Německá Wikipedie
Německá Wikipedie je jazyková verze encyklopedie Wikipedie v němčině. Byla založena 16. března 2001 a v počtu článků je čtvrtou největší jazykovou verzí. V červnu 2024 obsahovala přes 2 919 000 článků a pracovalo pro ni 174 správců. Registrováno bylo přes 4 387 000 uživatelů, z nich bylo přes 16 800 aktivních.

## Návštěvnost
V roce 2019 bylo zobrazeno okolo 11,3 miliardy dotazů. Denní průměr byl 30 994 094 a měsíční 942 737 012 dotazů. Nejvíce dotazů bylo zobrazeno v lednu (1 099 140 787), nejméně v červnu (874 853 098). Nejvíce dotazů za den přišlo v nedělí 27. ledna (40 401 235), nejméně ve čtvrtek 21. března (23 832 311).
Nejvíce článků, respektive dotazů, z německé Wikipedie je zobrazeno v Německu (77 %), Rakousku (8 %), Švýcarsku (5,4 %) a USA (1,3 %). Naopak na území Německa uživatelé používají německou verzi v 73,4 % případů a dalšími nejrozšířenějšími jazykovými verzemi jsou zde anglická (18,7 %), ruská (1,1 %) a turecká (1,1 %). Uživatelé v Německu si během měsíce zobrazí asi 748 milionů dotazů, což představuje 6,1 % celkového zobrazení v rámci celé Wikipedie a nejvíce po USA a Japonsku.
Německá Wikipedie je nejpoužívanější verzí také v Lichtenštejnsku, kde do ní směřuje 79,1 % dotazů, Rakousku (77,1 %) a ve Švýcarsku (49,4 %). Používána je i v Lucembursku (28,8 %), Namibii (6,2 %), Chorvatsku (3,9 %) a Irsku (3,7 %).

## Kvalita článků
V dubnu 2006 bylo na této Wikipedii 97 % článků, které obsahovaly více než 200 znaků, 87 % mělo více než 512 bytů, 42 % více než 2 KB. Průměrná délka článku byla kolem 3 647 bytů. Všechna tato čísla byla mezi velkými Wikipediemi nejvyšší. V porovnání s anglickou Wikipedií je německá tematicky vybíravější, často bývají krátké pahýly mazány, stejně tak i články o fiktivních osobách apod.

## Jazyk
Standardem této Wikipedie je němčina podle normy slovníku Duden. Národní variety spisovného jazyka, rakouská a švýcarská spisovná němčina (Österreichisches Deutsch a Schweizer Hochdeutsch) jsou povoleny jen v odůvodněných případech (ve článcích zabývajících se reáliemi těchto oblastí).
Německé dialekty se v německé Wikipedii nepoužívají. V některých z nich jsou ovšem psány jejich vlastní Wikipedie (např. Alemanština (als:), Dolnoněmčina (nds:), (lb:), pensylvánská němčina (pdc:), ripuárština (kölsch; ksh:) a bavorština (bar:).
V roce 2012 provedli 83,3 % editací německé Wikipedie uživatelé z Německa, 7,3 % z Rakouska a 3,8 % ze Švýcarska.

## Zajímavosti
- pravidelně bývají pořádány soutěže ve psaní článků
- obsah encyklopedie byl vydán na několika CD i DVD
- připravuje se knižní vydání[zdroj?]